# Paulo David
Paulo David (* 1959 in Funchal) ist ein portugiesischer Architekt, der 2012 die Alvar-Aalto-Medaille gewann.
Der aus Madeira stammende David studierte bis 1989 an der Technischen Universität Lissabon und ging dann auf seine Heimatinsel zurück.
Für Werke wie das Kunstzentrum Casa das Mudas in Calheta wurde er 2005 für den Mies van der Rohe Award for European Architecture der EU nominiert, unterlag aber Rem Koolhaas. 2012 wurde er mit der Alvar-Aalto-Medaille geehrt.